# Jade Leitão
Pour les articles homonymes, voir Leitão.
Jade Kathleen Leitão, née le 13 juillet 1983 à Inglewood, est une joueuse cap-verdienne de basket-ball évoluant au poste d'ailier.

## Carrière
Elle participe avec l'équipe du Cap-Vert aux championnats d'Afrique 2005, 2007, 2013, 2019 et 2021.